# Isländisch-portugiesische Beziehungen
Die isländisch-portugiesischen Beziehungen umfassen das zwischenstaatliche Verhältnis zwischen Island und Portugal. Die Länder unterhalten mindestens seit 1957 direkte diplomatische Beziehungen.
Traditionell wichtigstes Verbindungsglied ist der isländische Export von Fisch nach Portugal, insbesondere von Stockfisch, der in Island kaum gegessen wird, als Bacalhau aber wesentlicher Bestandteil der portugiesischen Küche ist (Portugal konsumiert allein 30 % der Weltproduktion und ist damit größter Konsument von Stockfisch). So sagte der isländische Fischerei- und Landwirtschaftsminister Sigurður Ingi Jóhannsson bei einem Besuch in Portugal 2015, der Handel mit Portugal sei für Island von vitaler Bedeutung. Fischfang sei isländische Tradition und solle die Wirtschaft des Landes wieder aufbauen und wachsen lassen. Der Stockfischfang sei der bedeutendste Geschäftsbereich der isländischen Wirtschaft und Portugal gehöre zu seinen wichtigsten Handelspartnern. In Island verbindet man das ansonsten kaum präsente Portugal vor allem mit Stockfisch, neben seinem Status als sonnenreiches Reiseland.
Insgesamt sind die wesentlichen Berührungspunkte zwischen den Ländern der bilaterale Handel und der wissenschaftliche Austausch, insbesondere im Bereich der Meeresbiologie und des Tourismus. Zudem arbeiten sie in einer Reihe multilateraler Organisationen zusammen. So sind sie Mitglieder in der NATO und der OECD, die sie beide mitgegründet haben, und gehören u. a. dem Europarat, dem Schengen-Raum, der OSZE und den verschiedenen UNO-Organisationen an.

## Geschichte

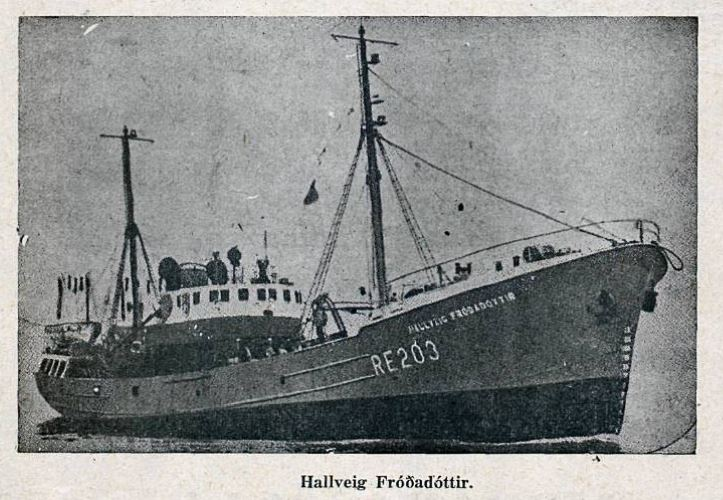
Hallgerður Fróðadóttir 1949, der erste isländische Diesel-Trawler: Seit den 1920er Jahren exportierte Island verstärkt Stockfisch nach Portugal

Seit den 1920er Jahren entwickelte sich Island als wichtigster Klippfisch-Lieferant für Portugal, das davor seinen Bacalhau vor allem aus dem Nordatlantik zwischen Norwegen und Neufundland bezogen und von der portugiesischen Nordland-Fangflotte auch selbst gefangen hatte. Grund war der Drang auf isländischer Seite, weniger von ihren bisher ausschließlichen Exporten nach Spanien und Italien abhängig zu werden.
1957 akkreditierte sich José do Sacramento Brasil Rodrigues, Portugals Botschafter in Norwegen, als erster portugiesischer Vertreter in Reykjavík. Portugal eröffnete danach keine eigene Botschaft in Island, das bis heute zum Amtsbezirk der portugiesischen Botschaft in Norwegen gehört. Auch Island eröffnete keine eigene Vertretung in Portugal, das von der isländischen Botschaft in Großbritannien betreut wird.
1960 gehörten Island und Portugal zu den Gründungsmitgliedern der Europäischen Freihandelsassoziation (EFTA). Mit dem Beitritt Portugals zur EU 1986 verließ Portugal die EFTA.
Island, das mit seiner Finanzkrise noch vor Portugal in die Finanzkrise ab 2007 geriet, zog mehrfach die Aufmerksamkeit der portugiesischen Medien auf sich, weil es als Nicht-EU-Mitglied gänzlich anders mit Bankenforderungen und Staatsfinanzen umging, als das von der folgenden Eurokrise stark betroffene Portugal und seiner im eigenen Land stark umstrittenen Austeritätspolitik. Dabei wurde der isländische Weg, sich auf die eigenen Traditionen und ureigenen Wirtschaftsbereiche zu besinnen, als erfolgversprechend und zur Nachahmung empfohlen angesehen. In der Gegenrichtung bekam das seit den späten 1970er Jahren entwickelte portugiesische Betreuungs- und Ausbildungsprogramm für bildungsferne Jugendliche isländische Aufmerksamkeit und soll dort angepasst und ebenfalls eingeführt werden.
Politiker aller Ränge sind nicht sehr häufig, aber doch regelmäßig im jeweils anderen Land zu Gast, insbesondere portugiesische Vertreter in Island. Zuletzt besuchte der portugiesische Premierminister António Costa Island anlässlich des Europaratgipfels im Mai 2023, wo er am Rande auch mit einigen der etwa 1.000 dort lebenden Portugiesen zusammentraf.

## Migration
Im Jahr 2016 lebten in Island 658 portugiesische Staatsbürger, 636 davon in Portugal geboren. Die Summe ihrer Rücküberweisungen betrug 620.000 € im Jahr 2017 (2016: 450.000; 2015: 430.000; 2014: 580.000; 2010: 130.000; 2005: 220.000; 2000: 160.000). Im Jahr 2023 lebten knapp 1.000 Portugiesen in Island.
2016 waren in Portugal 66 isländische Staatsbürger gemeldet, davon 32 an der Algarve und 15 im Distrikt Aveiro. Sie überwiesen im Jahr 2017 eine Summe von 110.000 Euro nach Island (2016: 140.000; 2015: 90.000; 2014: 80.000; 2010: 10.000; 2005: 20.000; 2000: 10.000).

## Städtepartnerschaften
Zwei bilaterale Städtepartnerschaften bestehen zurzeit (Stand 2016), entstanden aus den engen Geschäftsbeziehungen im traditionsreichen Stockfisch-Export nach Portugal:
- Grindavík und Ílhavo (seit 2005)
- Grindavík und Abrantes (seit 2005)

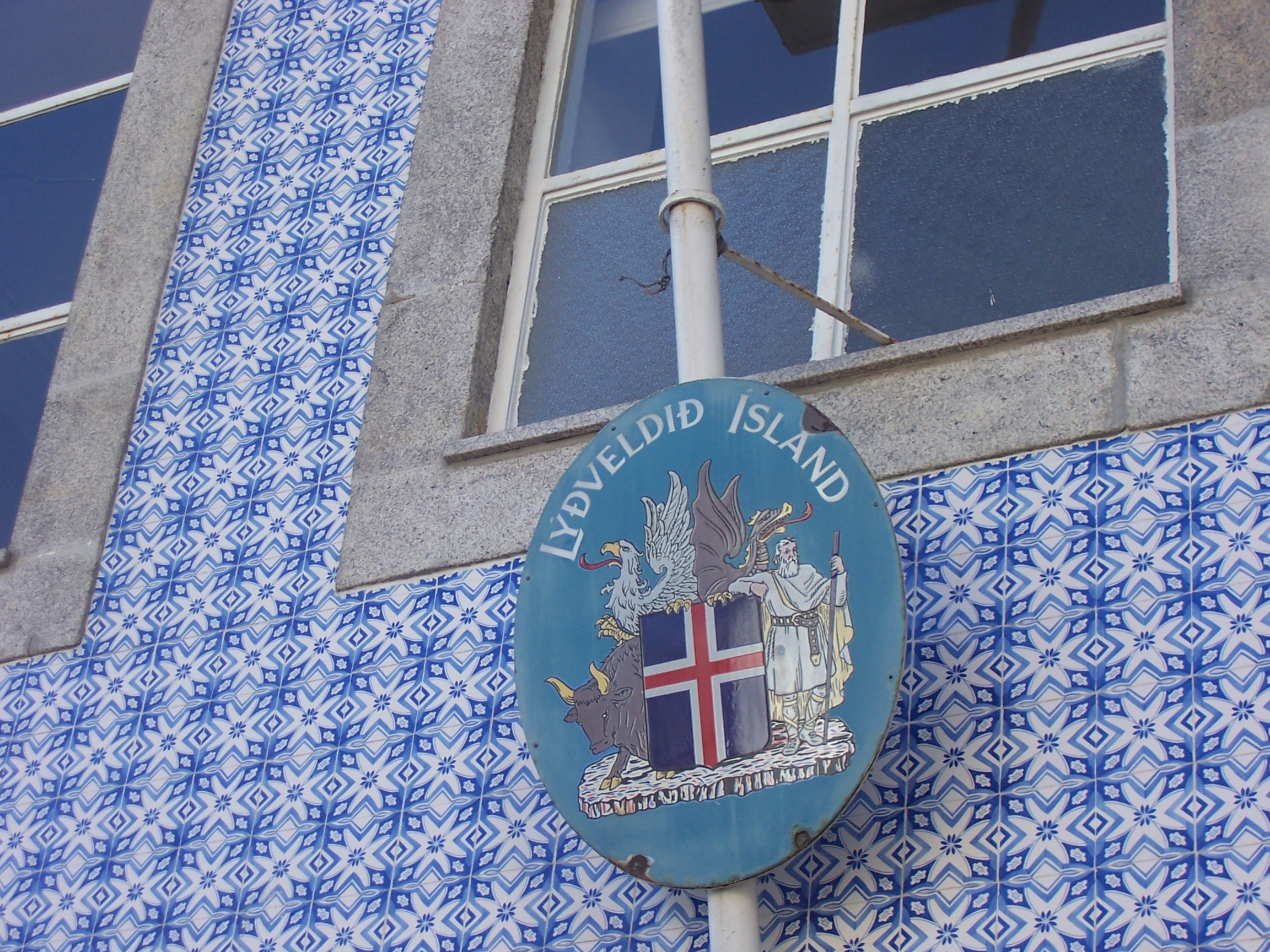
Das isländische Konsulat in Porto, im historischen Ribeira-Viertel am Douro-Ufer

## Diplomatie
Portugal unterhält keine eigene Botschaft in Island, das Land gehört zum Amtsbezirk der portugiesischen Botschaft in Norwegen. In der isländischen Hauptstadt Reykjavík besteht ein portugiesisches Honorarkonsulat.
Island führt ebenfalls keine eigene Vertretung in der portugiesischen Hauptstadt Lissabon, zuständig ist die isländische Botschaft in der britischen Hauptstadt London. Isländische Honorarkonsulate sind in Gafanha da Nazaré bei Aveiro, in Porto und in der Hauptstadt Lissabon eingerichtet.

## Wirtschaft
Die portugiesische Außenhandelskammer AICEP unterhält keine Niederlassung in Island, zuständig ist das AICEP-Büro an der portugiesischen Botschaft in Oslo.

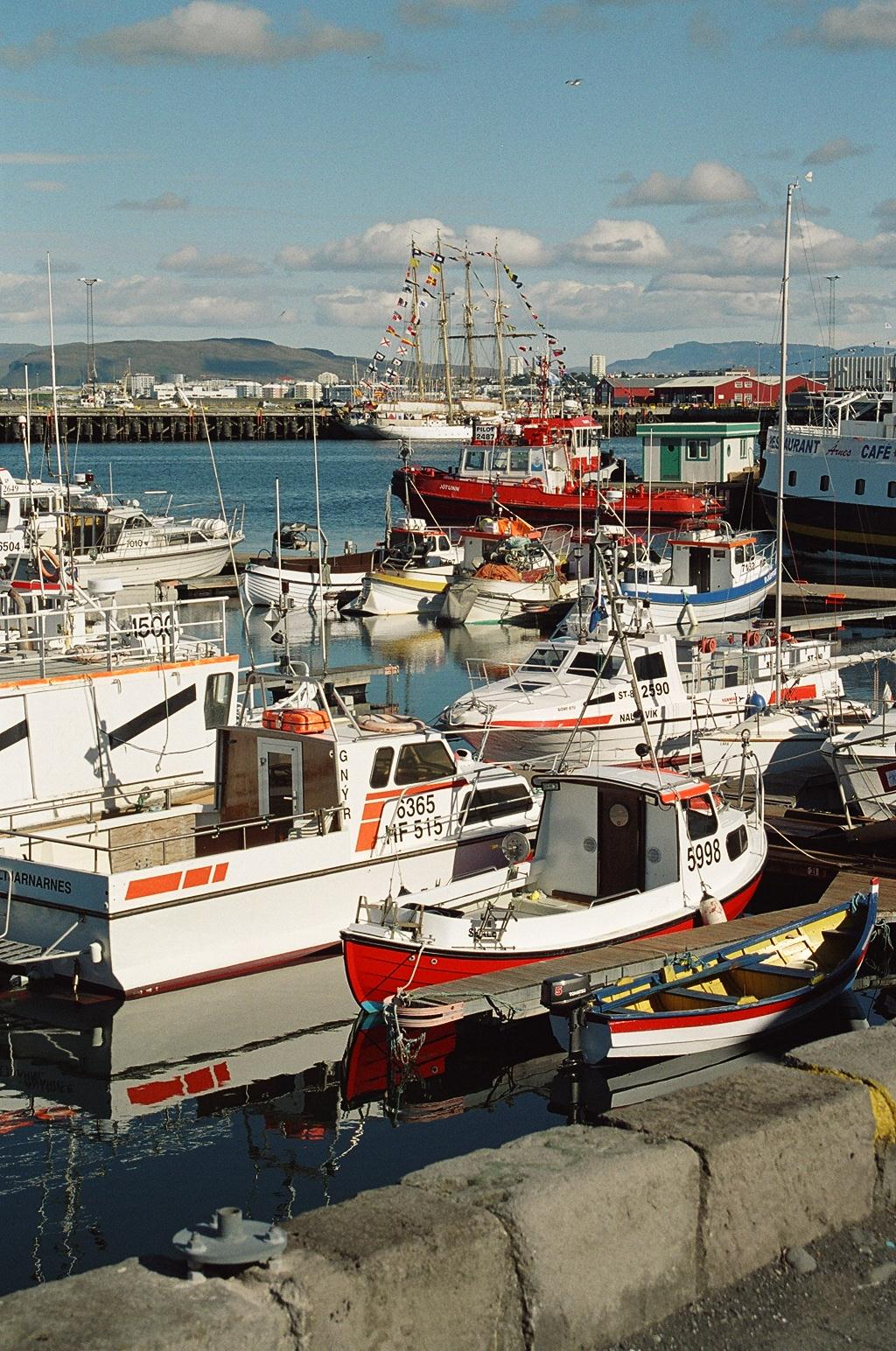
Der Fischereihafen von Reykjavík: Während Antibiotika mit einem Anteil von 35,4 % das wichtigste Einzel-Exportgut Portugals nach Island war, bestimmt wie seit Jahrzehnten auch heute noch Fisch mit 57,7 % die isländischen Exporte nach Portugal (Zahlen 2016)

176 portugiesische Unternehmen exportieren nach Island (Stand 2016), u. a. aus den Branchen Nahrungs- und Genussmittel, Erneuerbare Energien, Fahrzeuge, IT und Baustoffe. Wichtigster Wirtschaftszweig ist traditionell jedoch der portugiesische Import von Stockfisch aus Island. Etwa 30 portugiesische Unternehmen sind in dem Geschäft tätig, darunter das erst 1985 gegründete Unternehmen Riberalves, das mit etwa 25 % Marktanteil inzwischen Marktführer ist und für 50 % der isländischen Stockfischexporte nach Portugal steht (Stand 2015).
Im Gegenzug sind auch isländische Unternehmen in Portugal tätig, u. a. aus den Branchen Erneuerbare Energien, Holzwirtschaft, Tourismus, IT und Handel, zu nennen hier wieder der Export von Stockfisch nach Portugal. 2011 eröffnete der erste Iceland Supermarkt im Einkaufspark von Guia bei Albufeira an der Algarve, weitere sollen folgen. Die Supermarktkette ist jedoch britischen Kapitals.
Bilateraler Handel
Im Jahr 2016 exportierte Portugal Waren und Dienstleistungen im Wert von 25,0 Mio. Euro nach Island (2015: 19,9 Mio.; 2014: 17,8 Mio.; 2013: 17,9 Mio.; 2012: 13,9 Mio.), mit Anteilen bei den Waren von 35,8 % chemisch-pharmazeutische Produkte, 17,5 % Fahrzeuge und Fahrzeugteile, 10,7 % Bekleidung, 8,2 % Metallwaren und 8,1 % Textilien und Stoffe.
Im gleichen Zeitraum lieferte Island Waren und Dienstleistungen im Wert von 12,2 Mio. Euro an Portugal (2015: 11,5 Mio.; 2014: 10,7 Mio.; 2013: 17,7 Mio.; 2012: 20,2 Mio.). Bei den Waren entfielen dabei 75,5 % auf landwirtschaftliche Erzeugnisse (insbesondere Fisch), 13,8 % chemisch-pharmazeutische Produkte, 8,8 % Metallwaren, 1,4 % Häute und Leder und 0,1 % Lebensmittel.
Damit stand Island für den portugiesischen Waren-Außenhandel an 88. Stelle als Abnehmer und an 102. Stelle als Lieferant. Im isländischen Waren-Außenhandel rangierte Portugal an 14. Stelle unter den Abnehmern und an 40. Stelle unter den Lieferanten.
Tourismus
Während die Iberische Halbinsel zu den beliebtesten Reisezielen der Isländer zählt, gehört Island für portugiesische Touristen nicht zu den populärsten Destinationen, sondern genießt dort noch den Status eines alternativen und ausgefalleneren Zieles, insbesondere bekannt für die Polarlichter.
Mit Übernachtungsausgaben von 6,6 Mio. Euro im Jahr 2016 (2015: 5,2 Mio.; 2014: 3,8 Mio.; 2013: 3,1 Mio.; 2012: 3,3 Mio.) standen isländische Touristen für 0,05 % des portugiesischen Fremdenverkehrs.
Im isländischen Fremdenverkehr spielten Touristen aus Portugal im Jahr 2016 eine untergeordnete Rolle. So war Portugal nicht unter den 20 wichtigsten Entsendeländern von Islandreisenden.

## Kultur

### Film und Fernsehen
Beim wichtigsten portugiesischen Filmfestival, dem Festróia, gewannen bereits zwei isländische Regisseure den Goldenen Delphin, Hrafn Gunnlaugsson 1994 für Der geheimnisvolle Hügel (Hin helgu vé) und 1996 Friðrik Þór Friðriksson für Cold Fever (Á köldum klaka) (Stand 2019).
Der isländische Regisseur Ari Kristinsson wurde 2009 beim IndieLisboa-Filmfestival für Sem Rede ausgezeichnet.
Im Rahmen ihrer Sendereihe Portugueses pelo mundo (dt. etwa: Portugiesen über die Welt verteilt) strahlte der öffentlich-rechtliche portugiesische Fernsehsender RTP 2015 auf RTP1 eine Folge (Folge 5 der 7. Staffel) über die isländische Hauptstadt Reykjavík aus, in der dort lebende Portugiesen die Stadt von verschiedenen Seiten vorstellen. 2018 kehrte die Serie nach Island zurück, um dort einen Teil der Folge (Folge 16 der 9. Staffel) zu drehen, in der Portugiesen in der internationalen Luftfahrt vorgestellt werden.

### Musik
Musiker aus Island und Portugal treten immer wieder auch im jeweils anderen Land auf. Die isländische Rockband The Vintage Caravan etwa war 2023 Headliner des zweiten Tages des Woodrock Rockfestivals, das seit 2013 am Strand Praia de Quiaios bei Figueira da Foz ausgerichtet wird.
2022 begann die bekannte isländische Gruppe Sigur Rós ihre Welttournee im Campo Pequeno in Lissabon. Davor waren sie zuletzt 2016 beim Musikfestival NOS Primavera Sound in Porto aufgetreten.
Der portugiesische Pianist André Barros veröffentlichte 2016 sein Album In Between, das er zum Teil in Island aufnahm, mit der isländischen Sängerin Myrra Rós als Sängerin bei zwei in Isländisch vorgetragenen Stücken. Barros verbrachte 2013 einige Zeit in Island, wo er in den Studios der Gruppe Sigur Rós ein Praktikum und eine Produktionsausbildung absolvierte.

## Sport

Mannschaftsaufstellungen des Spiels Island – Portugal am 14. Juni 2016 bei der EM 2016

### Fußball
Männer
Die isländische Fußballnationalmannschaft und die portugiesische Nationalelf sind bisher dreimal aufeinander getroffen, erstmals am 12. Oktober 2010. Das Qualifikationsspiel zur EM 2012 in Reykjavík konnte Portugal mit 3:1 für sich entscheiden. Insgesamt gewannen die Portugiesen zwei Begegnungen, einmal trennte man sich unentschieden (Stand 14. November 2017).
Bei der EM 2004 in Portugal war Island nicht vertreten. Portugal war bei der U-18-Fußball-Europameisterschaft 1997 in Island dabei, wo es im Finale knapp der französischen Auswahl unterlag.
Nur gelegentlich laufen isländische Spieler auch für portugiesische Klubs auf, etwa Nationalspieler Helgi Valur Daníelsson, der seit 2013 bei Belenenses Lissabon unter Vertrag steht.
Frauen
Die isländische und die portugiesische Fußballnationalmannschaft der Frauen trafen bisher achtmal aufeinander (Stand Ende 2017), erstmals am 15. Juni 1995 im portugiesischen Lamego. Das Spiel ging 2:1 für die Gastgeberinnen aus. Insgesamt gewannen die Isländerinnen fünf Begegnungen, zweimal blieben die Portugiesinnen siegreich, und einmal spielte man unentschieden, mit einem folgenden isländischen Sieg im Elfmeterschießen.
Beim Algarve-Cup nahmen die Isländerinnen seit 1996 an 14 Turnieren teil. Beim Algarve-Cup 2011 erreichten sie mit dem 2. Platz dort ihre bislang beste Platzierung, zudem wurden sie zweimal Dritte. Die Gastgeberinnen dagegen sind bisher noch nicht unter die letzten vier gekommen (Stand 2017).
Bei der U-19-Fußball-Europameisterschaft der Frauen 2007 in Island war Portugal nicht vertreten.
Die portugiesische Nationalspielerin Carolina Mendes spielte 2017 für den isländischen Klub UMF Grindavík.

### Handball
Bei der Handball-Weltmeisterschaft der Männer 2003 in Portugal trafen die isländische Männer-Handballnationalmannschaft und die Gastgeber in der Gruppe B der Vorrunde aufeinander, das Spiel endete knapp 29:28 für die Isländer. Island wurde am Ende 7., Portugal 12.
Bei der WM 1995 in Island war die portugiesische Männer-Handballnationalmannschaft nicht qualifiziert, im Vorjahr war Island bei der EM 1994 in Portugal nicht qualifiziert. Island richtete bisher keine EM aus (Stand 2023).
Die isländischen Nationalspieler Orri Freyr Þorkelsson und Stiven Tobar Valencia spielen seit 2023 für Sporting Lissabon respektive Benfica Lissabon, Nationalspieler Þorsteinn Leó Gunnarsson wechselte 2024 zum FC Porto.

### Badminton
Beim Helvetia-Cup 2003 in Portugal endete der Gastgeber als Vierter, Island wurde Sechster.
Beim Helvetia-Cup 2007 in Island trafen der Gastgeber und Portugal in der Gruppe 1 aufeinander. Island schloss das Turnier am Ende als Sieger ab, Portugal wurde Fünfter.
Weder gab es bisher einen isländischen Erfolg bei den Portugal International, noch einen portugiesischen Sieg bei den Iceland International (Stand 2015).